# Youtube Kids
YouTube Kids és una aplicació de vídeo infantil nord-americana, desenvolupada per YouTube, una filial de Google. L'aplicació proporciona una versió del servei orientada als nens, amb seleccions escollides de contingut, funcions de control parental i filtrat de vídeos considerats inadequats per a menors de 7 anys.
Llançada per primera vegada el 15 de febrer de 2015 com a aplicació per a mòbils Android i iOS, l’aplicació s’ha llançat des de llavors per a televisors intel·ligents LG, Samsung i Sony, així com per a Android TV. A partir de setembre de 2019, l'aplicació estava disponible a 69 països, inclosos Hong Kong i Macau, i una província. YouTube va llançar una versió basada en web de YouTube Kids el 30 d'agost de 2019.
YouTube Kids s'ha enfrontat a les crítiques dels grups de defensa, especialment de la Campaign for a Commercial-Free Childhood, per les preocupacions relacionades amb l'ús de publicitat comercial de l'aplicació, així com suggeriments algorítmics de vídeos que poden ser inadequats per al públic objectiu de l'aplicació. L'aplicació també s'ha associat amb una controvèrsia sobre vídeos inquietants i/o violents que representen personatges de franquícies de mitjans infantils (Elsgate). Les crítiques als vídeos van fer que YouTube anunciés que prendria accions més estrictes per revisar i filtrar aquests vídeos quan la comunitat els informés, i evitaria que fossin accessibles des de l'aplicació YouTube Kids.

## Característiques

### Contingut
L’aplicació es divideix en quatre categories de contingut; "Recomanat", "Espectacles", "Música" i "Aprenentatge". Les categories inclouen seleccions seleccionades de contingut de canals que es consideren adequats per a nens.
L'agost de 2016, l'aplicació es va actualitzar per donar suport al servei de subscripció a YouTube Xarxa (ara YouTube Premium), que permetia la reproducció sense anuncis, la reproducció en segon pla i la reproducció fora de línia per als subscriptors. El febrer de 2017, YouTube va començar a introduir sèries originals de primera qualitat orientades específicament a YouTube Kids, com ara DanTDM Creates a Big Scene, Fruit Ninja: Frenzy Force, Hyperlinked i Kings of Atlantis. YouTube també ha presentat campanyes de promoció a través de llistes de reproducció especials a YouTube Kids, incloses "#ReadAlong" (una sèrie de vídeos, principalment amb tipografia cinètica) per promoure l'alfabetització, "#TodayILearned" (que contenia una llista de reproducció orientada a STEM) programes i vídeos), i "Make it Healthy, Make it Fun" (una col·laboració amb Marc i Pau Gasol per promoure una vida sana i un estil de vida actiu als nens).
Al novembre de 2017, l'aplicació es va actualitzar per afegir modes addicionals d'interfície d'usuari dissenyats per a diferents grups d'edat, que van des de la interfície simplificada existent (destinada a nens més petits) fins a una interfície més densa dissenyada per a nens més grans.
Al setembre de 2018, YouTube va afegir noves opcions de grups d'edat relacionades amb el contingut ofert a l'aplicació, "Més jove" i "Més gran". "Més jove" manté la barreja de contingut existent que s'oferia abans i "Més gran" afegeix més contingut d'altres gèneres, com la natura, els jocs i la música. L'agost del 2019, es va dividir la configuració "Més jove" per afegir un nou grup "Preescolar", centrat en "creativitat, joc, aprenentatge i exploració".

### Control parental
L'aplicació YouTube Kids inclou una configuració de control parental que permet als pares establir límits de temps i restringir l'accés dels usuaris a l'eina de cerca. Els pares poden utilitzar una contrasenya o el seu compte de Google per protegir aquesta configuració i configurar perfils per a diversos usuaris per adaptar-ne les experiències.

## Recepció

### Publicitat
La Campaign for a Commercial-Free Childhood (CCFC) i el Center for Digital Democracy (CDD) van expressar la seva preocupació per l’ús de publicitat a l’aplicació YouTube Kids, argumentant que els nens no serien capaços de distingir els anuncis del contingut. Posteriorment, es van afegir a l'aplicació bumpers o cortinetes de curta duració, per tal d'establir una separació entre publicitat i contingut.

### Problemes de filtratge
L'aplicació YouTube Kids ha estat criticada per l'accessibilitat de vídeos inadequats per al públic objectiu. El CCFC va presentar una queixa de l’FTC per YouTube Kids poc després del seu llançament, citant exemples de vídeos inadequats als quals es podia accedir mitjançant l'eina de cerca de l’aplicació (com ara els relacionats amb el vi a les proves) i, a la pàgina Recomanats, s’utilitzava finalment l’historial de cerques per mostrar vídeos. YouTube va defensar les crítiques, afirmant que es va desenvolupar en consulta amb altres grups de defensa i que la companyia estava oberta a rebre comentaris sobre el funcionament de l'aplicació. Una controvèrsia més gran de YouTube, anomenada "Elsagate", també s'ha associat amb l'aplicació, referint-se als canals que publiquen vídeos amb personatges de franquícies populars (especialment, entre d'altres, Frozen, Paw Patrol, Peppa Pig i Spider-Man), però amb temes i contingut inquietants, sexualment suggerents, violents o inadequats.
Malik Ducard, cap global de continguts de família i nens de YouTube, va admetre que "fer que l'aplicació sigui familiar és de la màxima importància per a nosaltres", però va admetre que el servei no estava curat tot el temps i que els pares tenien la responsabilitat d'utilitzar els controls parentals de l'aplicació per controlar com l'utilitzen els seus fills (inclosa la desactivació de l'accés a l'eina de cerca). Josh Golin, director de la Campaign for a Commercial-Free Childhood, va argumentar que els algorismes automatitzats no eren suficients per determinar si un vídeo és adequat per a l'edat i que el procés requeria una curació manual. Va afegir que "el model de YouTube ha creat alguna cosa, que és gran, però hi ha 400 hores de contingut que es pengen cada minut. Simplement és massa gran. La gent fa anys que planteja aquests problemes, només un ha de visitar qualsevol fòrum de criança familiar i veurà que han estat parlant dels falsos vídeos de Peppa Pig".
El novembre de 2017, YouTube va anunciar que prendria altres mesures per revisar i filtrar els vídeos que els usuaris informen que contenen contingut inadequat, inclòs un ús més estricte del seu sistema de filtratge i restricció d’edat per evitar que aquests vídeos apareguin a l’aplicació i a YouTube adequadament. En una actualització de l’aplicació YouTube Kids del mateix mes, es va afegir una exempció de responsabilitat més important respecte al seu primer procés de configuració, en què s’indicava que el servei no pot garantir plenament la idoneïtat dels vídeos que no s’han seleccionat manualment i informa als pares perquè denunciïn i bloquegin els vídeos que no considerin adequats.
Aquestes opcions es van expandir encara més el 2018, amb l'addició d'una opció per restringir els usuaris a canals i recomanacions revisats per humans, així com un sistema de llista blanca manual.

## Disponibilitat geogràfica
YouTube Kids està disponible actualment als països següents:
Argentina, Aruba, Austràlia, Àustria, Azerbaidjan, Bangladesh, Belarús, Bèlgica, Bermudes, Bolívia, Bòsnia, Brasil, Bulgària, Canadà (excepte Quebec), Illes Caiman, Xile, Colòmbia, Costa Rica, Croàcia, Txèquia, Dinamarca, República Dominicana, Equador, Estònia, El Salvador, Finlàndia, França, Alemanya, Grècia, Ghana, Geòrgia, Guatemala, Hondures, Hong Kong, Hongria, Islàndia, Índia, Indonèsia, Irlanda, Israel, Itàlia, Jamaica, Japó, Kazakhstan, Kenya, Letònia, Lituània, Liechtenstein, Luxemburg, Macedònia, Malàisia, Malta, Mèxic, Nepal, Països Baixos, Nova Zelanda, Nigèria, Nicaragua, Noruega, Pakistan, Paraguai, Panamà, Perú, Filipines, Polònia, Portugal, Romania, Rússia, Senegal, Sèrbia, Singapur, Eslovàquia, Eslovènia, Sud-àfrica, Corea del Sud, Sri Lanka, Espanya, Suècia, Suïssa, Taiwan, Tanzània, Tailàndia, Illes Turks i Caicos, Uganda, Ucraïna, Regne Unit, Estats Units, Uruguai, Vietnam i Zimbabwe.